# Fritz Kolbe
Fritz Kolbe (schuilnaam George Wood) (Berlijn, 25 september 1900 - Bern, 16 februari 1971) was een Duits diplomaat die tijdens de Tweede Wereldoorlog voor de Verenigde Staten spioneerde tegen het naziregime.
Hij werd gedreven door zijn haat tegen het naziregime en weigerde iedere vorm van betaling. Na de oorlog werd hij door opeenvolgende Duitse kabinetten als landverrader behandeld, tot de Duitse regering als gevolg van publicatie van CIA-documenten tot een herziening van deze opvatting en officiële erkenning moest overgaan en werd Kolbe postuum geëerd.

## Carrière
Kolbe was voor de Tweede Wereldoorlog als diplomaat in dienst bij het Duitse ministerie van Buitenlandse Zaken. Hij was elf jaar secretaris van het consulaat in Madrid en was in 1938-1939 viceconsul te Kaapstad. Omdat hij weigerde lid te worden van de NSDAP stokte zijn carrière en kreeg hij in 1939 een kantoorbaantje in Berlijn. Hij kwam onder invloed van de aan de Charité werkzame chirurg Ferdinand Sauerbruch die weliswaar binnen het nationaalsocialistische systeem bleef functioneren, maar tegen bepaalde aspecten van de nazi-ideologie, zoals de gedwongen "euthanasie" en het extreme antisemitisme, principiële bezwaren had. Kolbe kreeg in 1940 na een toevallige ontmoeting een relatie met Sauerbruchs secretaresse, Maria Fritsch (1901-2000), met wie hij in 1948 trouwde. Rond november 1941 raakte Kolbe vastbesloten om de nazi's te helpen verslaan. Eind 1942 raakte Kolbe bevriend met Adolphe Jung, een professor in de medicijnen uit Straatsburg in de Elzas. Hoewel Jung zich bij de annexatie van de Elzas door Nazi-Duitsland in 1940 Fransgezind had uitgelaten en zo zijn bevoegdheid om college te geven was kwijtgeraakt, wist hij bij Sauerbruch, die hem kende en waardeerde als een zeer deskundig arts, in oktober 1942 een baan als diens assistent te verkrijgen. Jung heeft vanaf omstreeks de jaarwisseling 1942/1943 regelmatig samen met Kolbe in de Charité door Kolbe gestolen documenten gekopieerd en gesorteerd. Deze geheime activiteiten in dit Berlijnse ziekenhuis zijn nooit door de nazi's ontdekt.
Pas in 1943 deed de gelegenheid zich voor. Een andere antinazi in het ministerie benoemde hem tot hoger gekwalificeerd werk als koerier in diplomatieke dienst. Op 19 augustus werd hem de opdracht toevertrouwd om diplomatieke post af te leveren in Bern. Daar aangekomen bood hij de Britse ambassade gemimeografeerde geheime documenten aan. Hij werd afgewezen en wendde zich tot de Amerikanen die besloten het met hem te proberen. In 1944 begrepen ze dat ze in hem een spion van de hoogste kwaliteit hadden. Kolbe kreeg de codenaam George Wood. Zijn Amerikaanse inlichtingenofficier was OSS-agent Allen Dulles. Aan het eind van de oorlog had Kolbe in totaal 2600 documenten doorgespeeld aan de Amerikanen. Hij werd later door de CIA omschreven als de belangrijkste spion van de Tweede Wereldoorlog.
Kolbe verschafte gegevens over:
- de Duitse verwachtingen met betrekking tot de plaats waar de invasie zou plaatsvinden (Operatie Overlord)
- de V1 en V2 wapenprogramma's
- de Messerschmitt Me 262 straaljager
- Japanse plannen in Zuidoost-Azië
- de nazi-spion Elyesa Bazna, die in de Britse ambassade in Ankara als butler werkte

De informatie die Kolbe verstrekte had minder effect op de oorlog dan had gekund. De Amerikaanse regering vreesde lange tijd dat hij een dubbelspion was die valse informatie doorgaf.
In 1949 probeerde Kolbe zich in de Verenigde Staten te vestigen, maar hij kon geen passend werk vinden. In 1951 keerde hij naar Duitsland terug om weer voor het Duitse ministerie van Buitenlandse Zaken te gaan werken. De politiek directeur van het ministerie, Herbert Blankenhorn, was een voormalig lid van de NSDAP en daarom werd Kolbe geweigerd. Hij vond uiteindelijk een baan als vertegenwoordiger van een Amerikaanse fabrikant van zaagmachines en overleed op 70-jarige leeftijd te Bern.

## Eerherstel
Opeenvolgende naoorlogse Duitse regeringen behandelden hem als landverrader. Na publicatie van de oorspronkelijke documenten door de CIA in 2000 werd de Duitse regering gedwongen dit standpunt te herzien en ten slotte werd de rol die Kolbe had gespeeld officieel erkend en werd hij postuum geëerd. Op 9 september 2004 vernoemde de Duitse minister van buitenlandse zaken Joschka Fischer een zaal in het ministerie van buitenlandse zaken naar Kolbe.

## Quote
- "Het was mijn doel mijn arme land te helpen de oorlog te verkorten en de ongelukkige mensen in de concentratiekampen verder lijden te besparen."